# ابسبسینین
ابسبسینین (به آلمانی: Abtsbessingen) یک شهرداری در آلمان است.